# Lactobacillus acidifarinae
Lactobacillus acidifarinae è una specie di batterio appartenente alla famiglia delle Lactobacillaceae.